# Kopijnicy

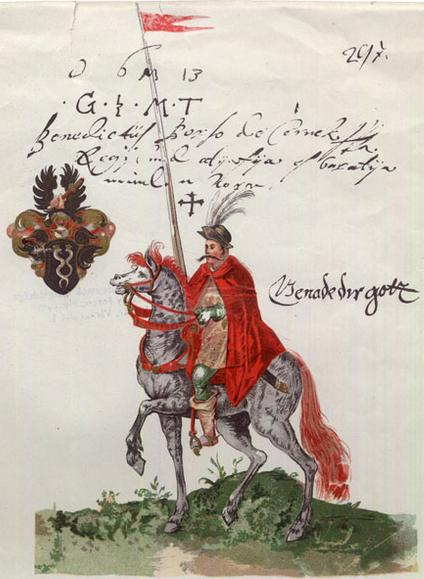
Kopijnik węgierski

Kopijnicy – ciężkozbrojna jazda uzbrojona w kopie i miecze, wywodząca się ze średniowiecznego rycerstwa. 
W Polsce wchodziła w skład chorągwi kopijniczych i chorągwi strzelczych; z upływem czasu stopniowo zastępowana była przez jazdę lekką i husarię. W krajach Europy zachodniej zanikła pod koniec XVI wieku.